# UFC Fight Night: Makhachev vs. Green
UFC Fight Night: Makhachev vs. Green (também conhecido como UFC Fight Night 202, UFC on ESPN+ 60 e UFC Vegas 49) foi um evento de artes marciais mistas produzido pelo Ultimate Fighting Championship que ocorreu em 26 de fevereiro de 2022, na instalação UFC Apex, em Enterprise, Nevada, parte da Área Metropolitana de Las Vegas, Estados Unidos.

## Background
Uma luta de pesos-leves entre Islam Makhachev e Beneil Dariush estava prevista para ser a luta principal do evento. No entanto, em 16 de fevereiro, foi informado que Dariush se retirou do evento devido a uma lesão no tornozelo e foi substituído por Bobby Green, que aceitou a luta com apenas 10 dias de antecedência, em um peso combinado de 160 libras.

## Bônus da Noite
Foi concedido $50,000 de bônus para os lutadores seguintes.
- Luta da noite: Priscila Cachoeira vs. Ji Yeon Kim
- Performance da noite: Wellington Turman e Arman Tsarukyan